# Realismo scientifico
Il realismo scientifico è l'opinione che l'universo descritto dalla scienza sia reale, indipendentemente da come possa essere interpretato. Chi crede nel realismo scientifico ritiene che l'universo descritto dalla scienza sia vero (o approssimativamente vero), in quanto afferma che la scienza può essere usata per trovare la verità (o una verità approssimativa) sia sulla fisica che sulla metafisica dell'universo.
Nell'ambito della filosofia della scienza, questa visione è spesso una risposta alla domanda “come si spiega il successo della scienza?”. La discussione sul successo della scienza in questo contesto si concentra principalmente sullo status delle entità non osservabili di cui apparentemente parlano le teorie scientifiche. In generale, i realisti scientifici affermano che si possono fare affermazioni valide sugli inosservabili (cioè che hanno lo stesso status ontologico) come sugli osservabili, in contrasto con lo strumentalismo.

## Caratteristiche principali
Il realismo scientifico implica due posizioni di partenza:
- è un insieme di affermazioni sulle caratteristiche di una teoria scientifica ideale; una teoria ideale è il tipo di teoria che la scienza mira a produrre.

- credere che la scienza produrrà teorie molto simili a una teoria ideale. Inoltre, è possibile essere realisti scientifici per quanto riguarda alcune scienze (e non tutte).

Secondo il realismo scientifico, una teoria scientifica ideale è dotata delle seguenti caratteristiche:
- Le affermazioni della teoria sono vere o false, a seconda che le entità di cui parla la teoria esistano e siano descritte correttamente dalla teoria. Questo è l'impegno semantico del realismo scientifico.
- Le entità descritte dalla teoria scientifica esistono oggettivamente e indipendentemente dalla mente. Questo è l'impegno metafisico del realismo scientifico.
- Ci sono ragioni per credere a una parte significativa di ciò che dice la teoria. Questo è l'impegno epistemologico.

La combinazione della prima e della seconda affermazione implica che una teoria scientifica ideale dice cose certe su entità realmente esistenti. La terza affermazione dice che abbiamo ragioni per credere che molte affermazioni scientifiche su queste entità siano vere, ma non tutte.
Il realismo scientifico solitamente ritiene che la scienza progredisca, migliorando sempre di più, cioè rispondendo a un numero sempre maggiore di domande. Per questo motivo, realisti scientifici o meno, ritengono che il realismo debba fornire sempre più simili alla teoria ideale che i realisti scientifici descrivono.

### Affermazioni caratteristiche
Le seguenti affermazioni sono tipiche dei realisti scientifici. A causa degli ampi disaccordi sulla natura del successo della scienza e sul ruolo del realismo nel suo successo, un realista scientifico sarebbe d'accordo con alcune delle seguenti posizioni, ma non con tutte.
- Le migliori teorie scientifiche sono almeno parzialmente vere.
- Le migliori teorie non impiegano termini centrali che sono espressioni non riferite.
- Dire che una teoria è approssimativamente vera è una spiegazione sufficiente del grado del suo successo predittivo.
- La verità approssimativa di una teoria è l'unica spiegazione del suo successo predittivo.
- Anche se una teoria impiega espressioni che non hanno un riferimento, una teoria scientifica può essere approssimativamente vera.
- Le teorie scientifiche sono in un processo storico di progresso verso un resoconto veritiero del mondo fisico.
- Le teorie scientifiche fanno affermazioni autentiche ed esistenziali.
- Le affermazioni teoriche delle teorie scientifiche devono essere lette alla lettera e sono definitivamente vere o false.
- Il grado di successo predittivo di una teoria è la prova del successo referenziale dei suoi termini centrali.
- L'obiettivo della scienza è un resoconto del mondo fisico che sia letteralmente vero. La scienza ha avuto successo perché questo è l'obiettivo verso cui ha fatto progressi.

## Storia
Il realismo scientifico è legato a posizioni filosofiche molto più antiche, tra cui il razionalismo e il realismo metafisico. Tuttavia, è una tesi sulla scienza sviluppata nel XX secolo. Ritrarre il realismo scientifico nei termini dei suoi cugini antichi, medievali e della prima età moderna è nel migliore dei casi fuorviante.
Il realismo scientifico si è sviluppato in gran parte come reazione al positivismo logico (la prima filosofia della scienza del XX secolo e il precursore del realismo scientifico) sostiene che si può tracciare una netta distinzione tra termini teorici e termini osservativi, questi ultimi capaci di analisi semantica in termini osservativi e logici.
Il positivismo logico ha incontrato difficoltà con:
- La teoria verificazionista del significato: Hempel (1950).
- Problemi con la distinzione analitico-sintetica: si veda Quine (1950).
- La teoria-ladenità dell'osservazione: Hanson (1958), Kuhn (1970) e Quine (1960).
- Difficoltà nel passare dall'osservatività dei termini all'osservatività delle frasi: Putnam (1962).
- La vaghezza della distinzione osservativo-teorica: G. Maxwell (1962).

Queste difficoltà per il positivismo logico suggeriscono, ma non implicano, il realismo scientifico e inoltre hanno sviluppato il realismo come filosofia della scienza.
Il realismo è divenuto la filosofia della scienza dominante dopo il positivismo. Bas van Fraassen ha sviluppato l'empirismo costruttivo come alternativa al realismo sostenendo contro il realismo scientifico che le teorie scientifiche non mirano alla verità su entità non osservabili. Tali risposte hanno reso più incisive le posizioni realiste e hanno portato ad alcune revisioni del realismo scientifico.

## Argomenti a favore e contro il realismo scientifico

### Nessun argomento sui miracoli
Uno dei principali argomenti a favore del realismo scientifico è l'idea che la conoscenza scientifica sia di natura progressiva e che sia in grado di prevedere con successo i fenomeni. Molti realisti scientifici (ad esempio, Ernan McMullin e Richard Boyd) ritengono che il successo operativo di una teoria dia credito all'idea che i suoi aspetti più inosservabili esistano, perché erano il modo in cui la teoria ragionava sulle sue previsioni
Gli argomenti a favore del realismo scientifico fanno spesso appello al ragionamento abduttivo o all'“inferenza alla migliore spiegazione” (Lipton, 2004). Ad esempio, un'argomentazione comunemente utilizzata - l'“argomento del miracolo” o “dell'assenza di miracoli” - inizia osservando che le teorie scientifiche hanno un grande successo nel prevedere e spiegare una varietà di fenomeni, spesso con grande accuratezza. Si sostiene quindi che la spiegazione migliore, l'unica che permette di non considerare il successo della scienza come quello che Hilary Putnam chiama “un miracolo”, è l'idea che le nostre teorie scientifiche (o almeno le migliori) forniscano descrizioni vere del mondo, o approssimativamente tali.
Bas van Fraassen risponde con un'analogia evolutiva: “Sostengo che il successo delle attuali teorie scientifiche non è un miracolo. Non è nemmeno sorprendente per la mente scientifica (darwinista). Infatti, ogni teoria scientifica nasce in una vita di feroce competizione, una giungla rossa di denti e artigli. Sopravvivono solo le teorie di successo, quelle che di fatto si agganciano alle regolarità reali della natura”. (L'immagine scientifica, 1980)
Alcuni filosofi (Colin Howson e altri) sostengono che l'argomentazione dell'assenza di miracoli implica la fallacia del tasso di base.

### Induzione pessimistica
L'induzione pessimistica, uno dei principali argomenti contro il realismo, sostiene che la storia della scienza contiene al suo interno molte delle teorie un tempo considerate empiricamente vincenti, ma che ora si considerano false. Inoltre, la storia della scienza contiene molte teorie di successo empirico i cui termini non osservabili non sono ritenuti realmente riferibili. Ad esempio, la teoria dell'effluvio dell'elettricità statica è una teoria di successo empirico i cui termini centrali non osservabili sono stati sostituiti da teorie successive.
I realisti rispondono che la sostituzione di particolari teorie realiste con altre migliori è prevedibile a causa della natura progressiva della conoscenza scientifica (e cioè quindi che con tali sostituzioni vengono eliminati solo gli elementi superflui e inosservabili). D'altro canto, quando si verifica una sostituzione di teoria, un concetto ben supportato, come il concetto di atomi, non viene abbandonato, ma viene incorporato nella nuova teoria in qualche forma. Queste risposte possono condurre i realisti scientifici al realismo strutturale.

### Epistemologia costruttivista
I costruttivisti sociali potrebbero sostenere che il realismo scientifico non sia capace di spiegare il rapido cambiamento che si verifica nella conoscenza scientifica.
Tuttavia, queste argomentazioni ignorano il fatto che molti scienziati non sono realisti: durante lo sviluppo della meccanica quantistica, la filosofia scientifica dominante era il positivismo logico. L'interpretazione realista alternativa di Bohm e l'interpretazione a molti mondi della meccanica quantistica non rappresentano una rottura così rivoluzionaria con i concetti della fisica classica.

### Problema di sottodeterminazione
Un altro argomento contro il realismo scientifico deriva dal problema della sottodeterminazione: esso sostiene che i dati osservativi possono, in linea di principio, essere spiegati da più teorie, tra loro incompatibili. I realisti potrebbero ribattere che nella storia della scienza ci sono stati pochi casi concreti di questo tipo di avvenimento. Inoltre, se prendiamo sul serio l'argomento della sottodeterminazione, ciò implica che possiamo conoscere esclusivamente ciò che abbiamo osservato in modo diretto. Ad esempio, non potremmo ipotizzare che un tempo esistessero i dinosauri basandoci sulle prove fossili, perché altre teorie potrebbero spiegare gli stessi dati.

### Argomento modelli incompatibili
Secondo l'argomento dei modelli incompatibili, in certi casi l'esistenza di modelli diversi per un singolo fenomeno può essere considerata una prova di antirealismo.